# Corona de Suintila
La corona de Suintila és una obra d'orfebreria visigoda del segle vii, realitzada per ordre del rei dels visigots Suintila, un rei que va regnar entre els anys 621 i 631 sobre el conjunt de la península ibèrica, amb la finalitat de servir d'ofrena en qualque edifici religiós. La corona forma part de l'anomenat tresor de Guarrazar, un important conjunt de peces d'orfebreria visigótica trobades en Guadamur (prop de Toledo) el 1858. L'any 1861 la corona va ser regalada a la reina n'Isabel II per un dels descobridors del tresor, i des d'aleshores es va conservar en el Palau Real de Madrid fins que va ser robada el 1921. La corona encara romana desapareguda d'ençà fins a dia d'avui.

## Història i context
La corona de Suintila és una de les peces del Tresor de Guarrazar, considerat un dels més importants tresors materials trobats de l'Alta Edat mitjana europea. El tresor fou trobat accidentalment el 1858 a una necròpoli visigoda situada al jaciment conegut com les Hortes de Guarrazar. Diverses recerques arqueològiques apunten a l'existència en el lloc d'un important santuari o complex monàstic-palacial. El tresor hauria estat depositat al cementiri d'aquest centre religiós, tal volta a l'interior de dues tombes diferents, per qualque raó que avui no es pot precisar, encara que sovint hom considera com la raó més probable l'avenç cap a Toledo de l'exèrcit musulmà que va iniciar la conquesta de la península ibèrica l'any 711, si bé això encara està comprovat.
Les peces que ho componen no serien necessàriament objectes procedents d'esglésies de la ciutat de Toledo, com es va suposar inicialment, sinó que podria tractar-se d'objectes del propi santuari local, o totes dues coses alhora. Aquestes circumstàncies han configurat la naturalesa del tresor: una ocultació planificada d'objectes que segurament estaven en ús i que van ser enterrats complets, i no en fragments dels quals extreure'n posteriorment un benefici econòmic.
Els dos lots de peces van tenir descobridors diferents que en ambdós casos van intentar obtenir diners a canvi de l'or i de les pedres precioses. La conseqüència va ser la destrucció d'aproximadament dos terços del total del tresor i l'alteració parcial de diverses de les peces, a més de la seva dispersió geogràfica.
La corona de Suintila va formar part del que es coneix habitualment com a segon lot. Donada la dificultat de continuar venent els objectes a causa de les recerques que duien a terme les autoritats, que ja coneixien el descobriment i havien obert una recerca, el descobridor del segon lot va regalar a la reina Isabel II algunes de les peces que encara tenia en el seu poder, entre les quals es trobava la corona de Suintila, que va arribar d'aquesta manera al Palau Reial de Madrid. Allí, dipositada en l'Armeria Real, es va conservar fins a la seva desaparició a causa d'un robatori que va tenir lloc el 4 d'abril de 1921. La policia no va aconseguir mai recuperar la corona, que encara romana desapareguda.

## Descripció

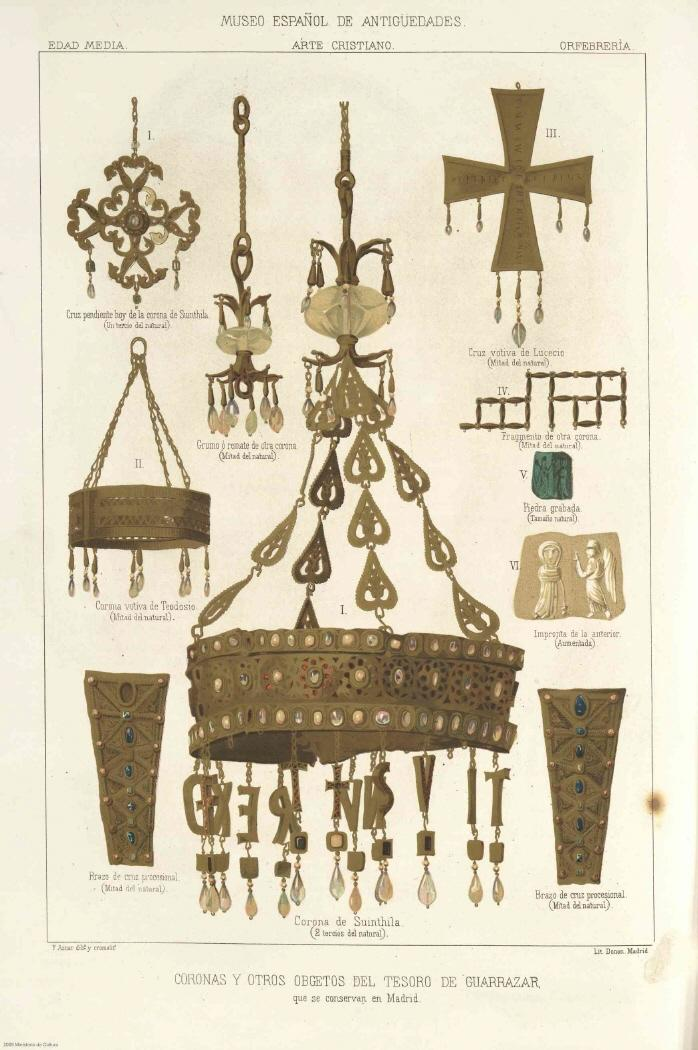
Làmina cromolitografiada de 1874 en la qual es poden apreciar (identificades amb el número I) la corona de Suintila (centre) i la seva creu penjant (a la cantonada superior esquerra)

La peça es compon (en el cas que no hagi estat ja destruïda) de tres estructures: la corona (diadema) pròpiament dita, amb lletres penjants a al seu voltant; unes cadenes superiors que convergeixen en una enfilada i que servien per poder penjar la peça; i una creu que penjava de la peça i la cadena de subjecció, la qual arrenca també de l'enfilada superior i baixa pel centre de la corona fins a deixar la creu suspesa a un nivell més baix.
De la part inferior de la corona pengen cadenes que sostenen els caràcters d'una dedicatòria: «+SVINTHILANVS REX OFFERET» («+ el rei Suintila ho oferí»), a la manera que es pot veure a la corona de Recesvint. No totes les lletres van arribar al Palau Reial, tan sols 12, més la creueta inicial, de manera que en el moment del robatori les lletres es llegien així: «+Su[in]t[h]il[a]nus rex offe[re]t».

## Estudi de l'estil
L'estudi de les peces del tresor de Guarrazar i les de l'anomenat tresor de Torredonjimeno (un altre important troballa d'orfebreria visigótica) ha portat a suposar l'existència de, almenys, dos 'tallers' o estils diferents. Un 'taller antic', anterior al regnat de Suintila (que hauria realitzat alguna de les peces com la corona de xapa simple exposada al museu de Cluny), i un 'taller recent', al qual correspondrien la major part de les peces trobades a Guarrazar, i que es tractaria d'un taller palacial d'ús real i aristocràtic.
Entre tots dos estils caldria assenyalar la transcendència que va tenir l'arribada de la gran creu processional del segle vi (coneguda habitualment com a Gran Creu del tresor de Guarrazar) de la qual avui només es conserven dos braços en el Museu Arqueològic Nacional (MAN). Aquesta creu, no va ser obra d'un taller visigot sinó d'un taller extern, probablement un taller italià d'influències romanes d'Orient, i té un treball d'orfebreria més complex que la resta de les peces. Els fragments que s'han conservat estan realitzats amb doble làmina d'or repujada amb motius vegetals i amb gemmes i vidres encastats. Documents de l'època hi relaten un regal del papa Gregori el Gran al rei Recared I, amb motiu de la seva conversió al catolicisme (589): una important creu-reliquiari amb un fragment de la Vera Creu en el seu interior. S'ha suggerit que aquesta creu seria la mateixa dels fragments de la qual es conserven al MAN, malgrat això és difícil de comprovar. En qualsevol cas, la seva influència tècnica i estilística és clara en les peces que haurien estat elaborades en el denominat taller recent, perquè hauria sigut emprat com a model en el moment de l'elaboració de les corones de Recesvint i de Suintila.

## Corones votives

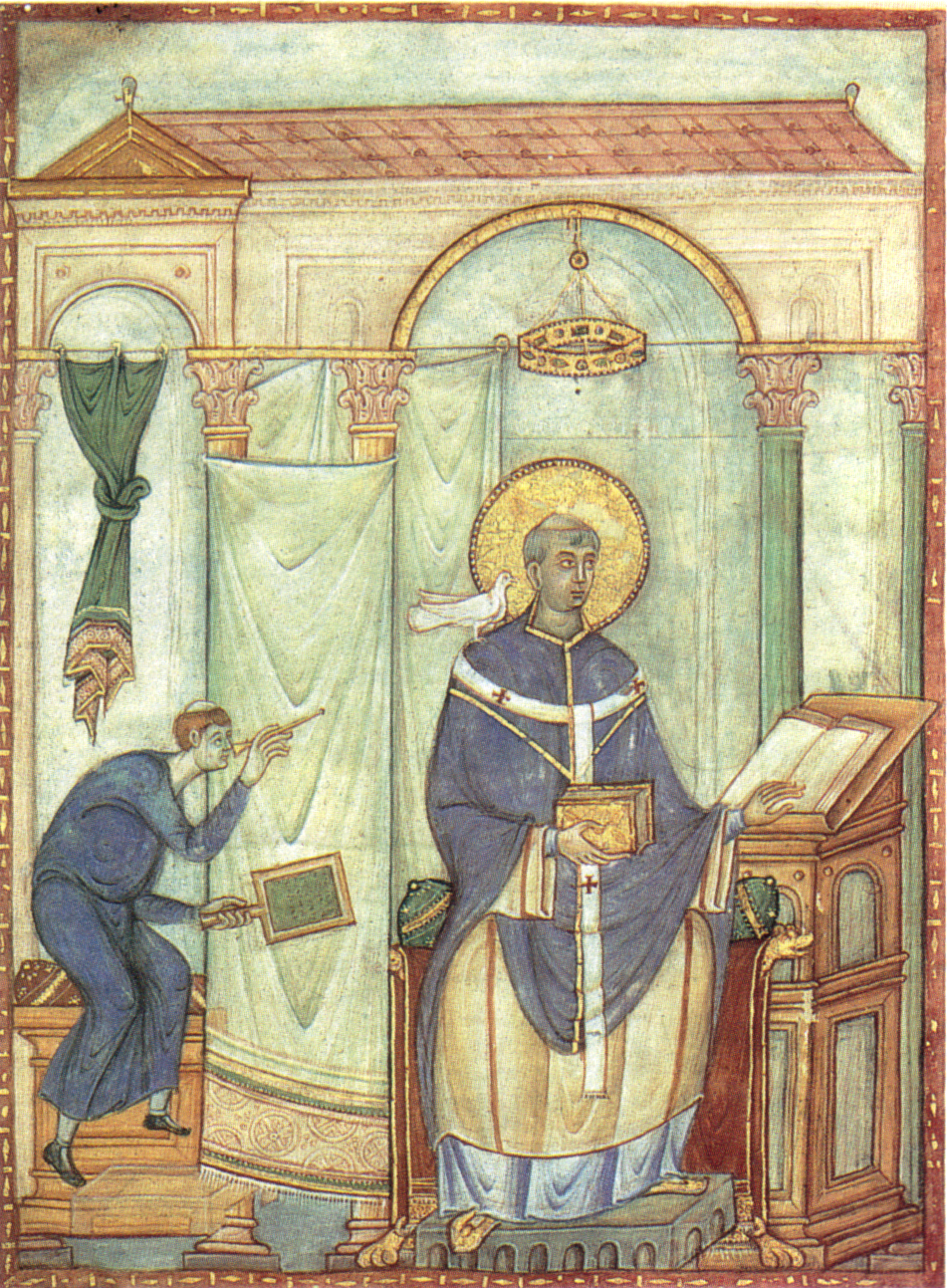
Representació d'una corona votiva en un manuscrit medieval del Registrum Gregorii de c. 983
, penjada del centre d'un arc i suspesa sobre el cap del papa sant Gregori Magno

La corona de Suintila és una corona votiva donada pel rei com a ofrena o exvot a alguna església; no és una corona pensada per a ser portada sobre el cap. De fet, en la monarquia visigótica els reis no eren coronats usant una corona, sinó que eren consagrats a través d'una unció amb oli beneït. Les corones votives servien, a més, com a adorn dels temples, situant-se a tal fi en llocs convenients, com damunt dels altars o penjant en el centre dels arcs de l'interior, per a subratllar la sacralidad de les zones més prominents. Així varen aparèixer representades en diverses miniatures de còdexs medievals. Va ser una pràctica molt comuna en el món bizantí i existeixen referències documentals sobre el freqüent de la seva pràctica a Espanya, així com sobre algunes corones especialment assenyalades, com la que el rei Recaredo I va oferir a l'església de Sant Félix, a Girona, de la qual parlen Gregorio de Tours i Julián de Toledo.